# Kelénpatak
Kelénpatak (1899-ig Klimpa, németül Klingenbach, horvátul Klimpuh) község Ausztriában, Burgenland tartományban, a Kismartoni járásban. Horvát ajkú falu.

## Fekvése
Közvetlenül a magyar határ mellett, a soproni határátkelő közelében, Soprontól 8 km-re északnyugatra, a Fertőtől 11 km-re nyugatra található.  Magyarország felől a 84-es főúton érhető el.

## Története

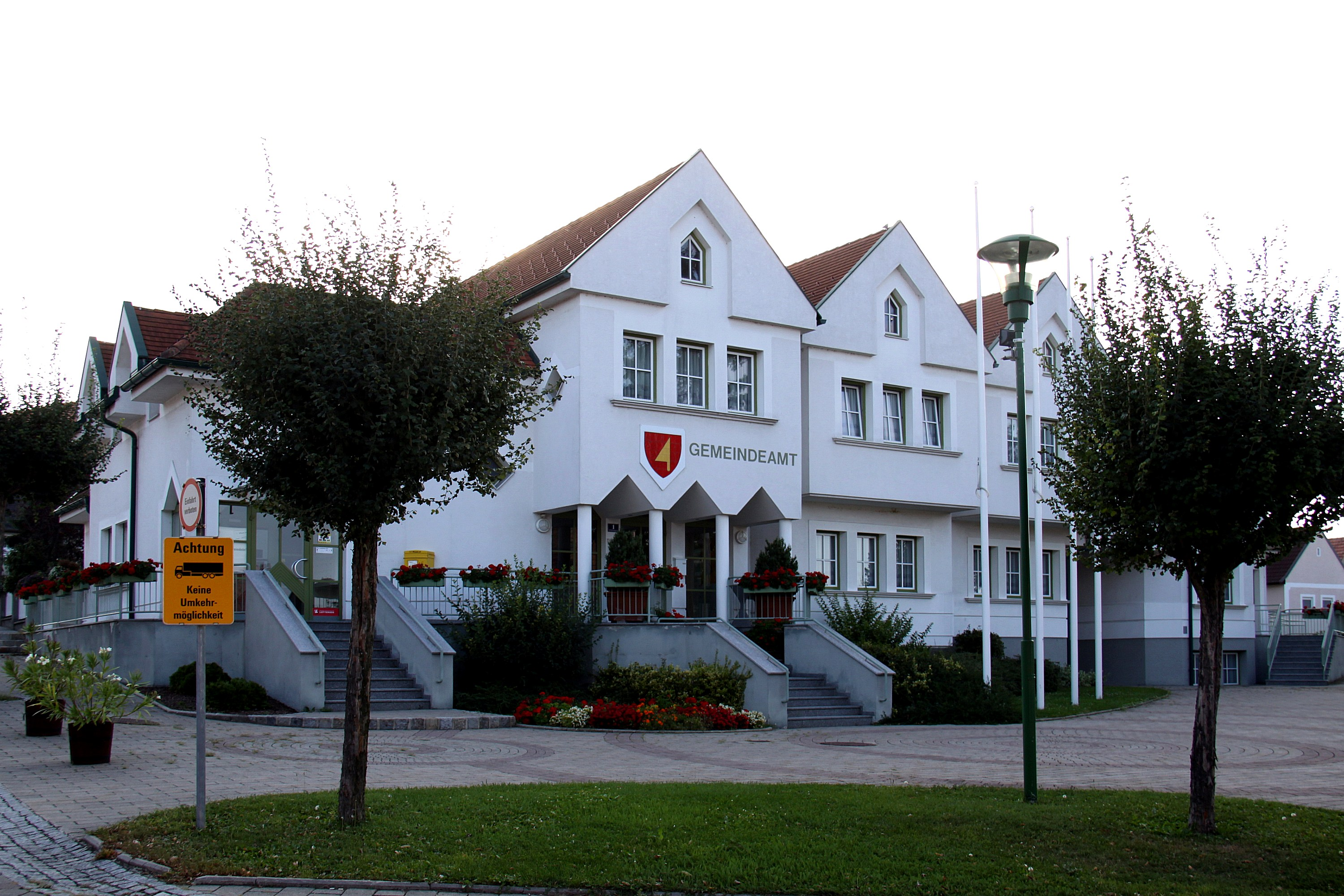
Községháza

A falutól keletre előkerült leletek arra utalnak, hogy területe már a neolitikumban, az i.e. 5500 és 4300 közötti időben is lakott volt. Egy a  korai latén-korból származó női sírból két bronz karperec és gyűrű került elő. Határában  4. századi római „villa rustica” maradványait, tégla, cserépdarabokat és érméket, a Scarabantia-Vindobona út közelében pedig római sírokat találtak.
A mai települést 1276-ban Chlingenpach néven a borsmonostori apátság itteni birtokainak adománylevelében említik először. A 14. században több birtokosa is volt. 1417-től Chlingendorf néven Sopron város birtoka lett. 1425-ben már önálló plébániája volt, a falu ősi Szent Jakab temploma 1276-ban már állt. 1523-ban lánzséri rablók ütöttek rajta és fosztották ki. 1529-ben és 1532-ben a Bécs elleni török hadjáratok során elpusztult, a lakosság pótlására horvátokkal telepítették be.
Károk érték a települést 1605-ben Bocskai István és 1620-ban Bethlen Gábor Habsburg ellenes felkelése során is. 1683-ban újra a török pusztította el, leégett a templom is. 1704-ben kuruc felkelők táboroztak a határában. 1713-ban súlyos pestisjávány pusztított. A 18. században a falu kétszer is leégett. Az 1683-ban elpusztult Szent Jakab templom helyett 1806-ban újat építettek. Ezt 1976-ban lebontották és helyére betonból modern templom épült, csak a torony maradt a régi. 1809-ben francia csapatok szállták meg, ellátásukat és elszállásolásukat a lakosság állta. A 19. század második fele viszonylagos nyugalomban telt.
Vályi András szerint „KLINPA. Klinpach, Klingenbach. Német, és horvát falu Soprony Várm. földes Ura Sopron Városa, lakosai katolikusok, fekszik inkább sík, mint hegyes helyen; Soprontól a’ hol piatzozása szokott lenni 1/8 mértföldnyire, határja két fordúlóra van osztva, terem búzát, rozsot, 383zabot, árpát, van kevés szőlő hegye is, erdeje elég.”
Fényes Elek szerint „Klempa, (Kliegenbach), horvát falu, Sopron vmegyében, a bécsi országutban: 620 kath. lak., paroch. templommal. Van erdeje, szőlőhegye, középszerű szántófölde. Birja Sopron város.”
1910-ben 1258, túlnyomórészt horvát lakosa volt. A trianoni békeszerződésig Sopron vármegye Soproni járásához tartozott. 1921-ben Ausztria része lett. Mindkét világháború számos itteni áldozatot követelt.
2001-ben 1189 lakosából 980 volt horvát, 159 német, 27 magyar nemzetiségű volt.

## Nevezetességei

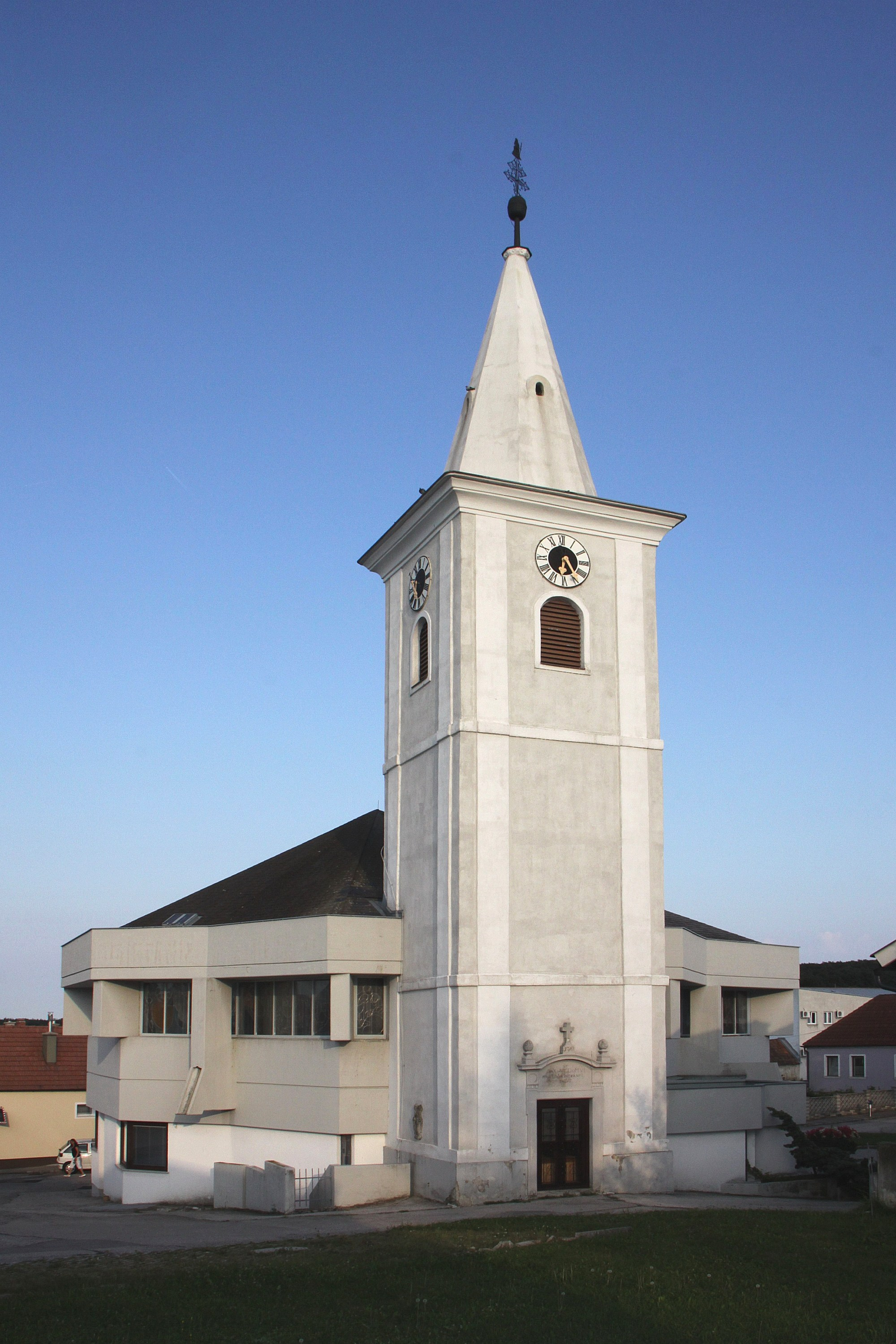
Szent Jakab-plébániatemplom

- Szent Jakab apostol tiszteletére szentelt plébániatemploma 1975-ben épült. Mária-szobra 1730-ban készült.
- A község legrégibb emléke az 1518-ban készített Jó Pásztor-szobor, melyet 1995-ben helyeztek át a temető előtti térre.
- A Pietával díszített kőkereszt 1770-ben készült, 1810-ben az akkor újonnan létesített temetőben állították fel. Ma műemlékvédelem alatt áll.
- A Pestisoszlop 1681-ben épült, rajta a koronás Istenanya Szent Rókus és Szent Sebestyén szobrával látható.
- A soproni út mellett álló Szent Kereszt-kápolna 1758-ban készült, műemlékvédelem alatt áll.

## Külső hivatkozások
- Hivatalos honlap
- Kelénpatak az Osztrák Statisztikai Hivatal honlapján (németül)
- Magyar katolikus lexikon